# Bolderberg (heuvel)
De Bolderberg is een getuigenheuvel en natuurgebied nabij de gelijknamige plaats Bolderberg in de Belgische gemeente Heusden-Zolder. Het ligt in de nabijheid van het Circuit Zolder, Domein Bovy en de natuurgebieden Waterlozen, Weyerman en Wijvenheide.
De ongeveer 60 meter hoge heuvel heeft als basis een pakket dat - naar de kenmerkende vindplaats - de formatie van Bolderberg (Bolderien of Bolderiaan) wordt genoemd. Hierop bevindt zich een laag ijzerzand, vermengd met keien. In oost-westrichting verloopt de met bos bedekte heuvel tamelijk vlak, maar vooral naar het noorden loopt de heuvel steil af naar de vijvers van Terlaemen, onderdeel van het domein van het Kasteel Terlaemen. Ten westen van de Bolderberg ligt de Galgenberg.
Het grootste deel van de heuvel - inclusief de historische Kluis van Bolderberg - behoort tot het privaat domein van het Kasteel Vogelsanck. Dit deel van het domein is toegankelijk voor het publiek. Een ander deel is eigendom van Limburgs Landschap vzw en wordt als natuurreservaat beheerd. Dit is een deelgebied van het reservaat Laambeekvallei en beslaat bijna 70 ha. Tot dit reservaat behoort ook het heidegebied op de Bolderberg dat bekendstaat als de Gust Claesheide, vernoemd naar het Bolderbergse schoolhoofd Gust Claes (1927-1978), die veel gedaan heeft voor het verspreiden van kennis over en liefde voor de natuur. Onderaan de steil aflopende heide treedt kwel uit en vindt men natte heide en hoogveen met onder meer veenpluis, beenbreek en gagel. Ook de boomkikker komt er voor.
Vanaf de Kluis heeft men een bijzonder uitzicht op de in de diepte gelegen vijvers en het kasteel van Terlaemen.

## Galerij

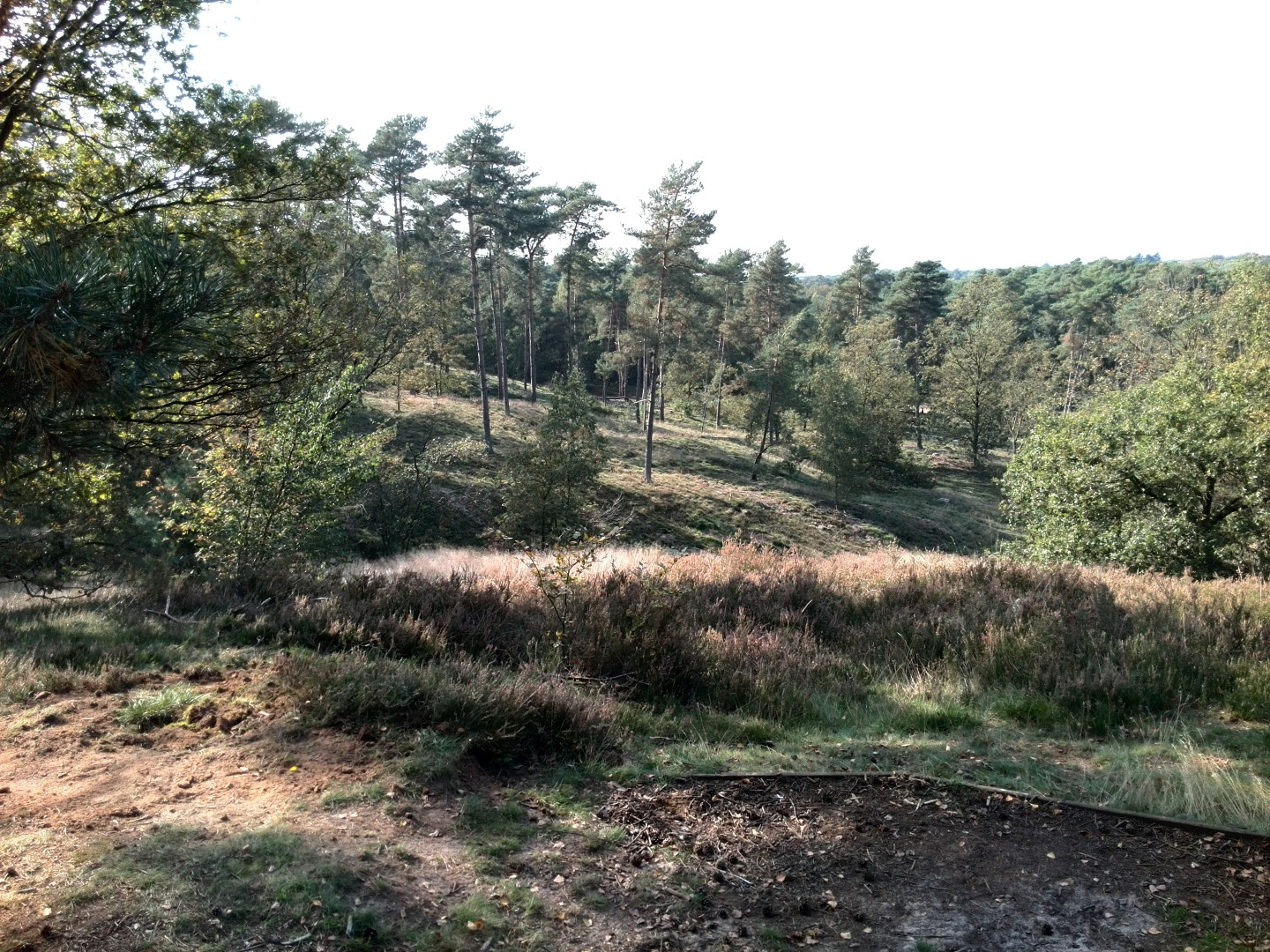
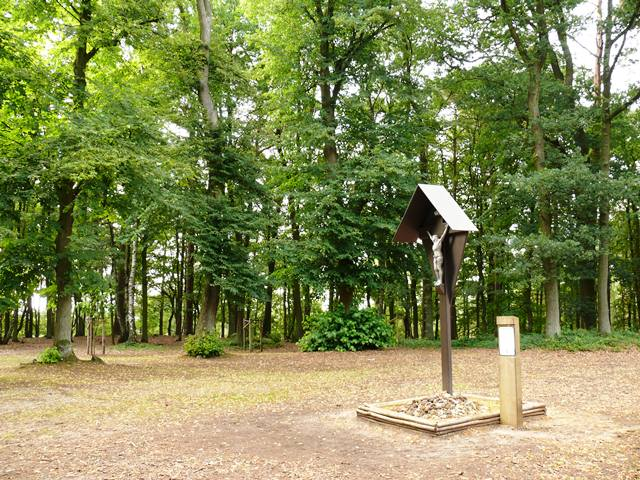
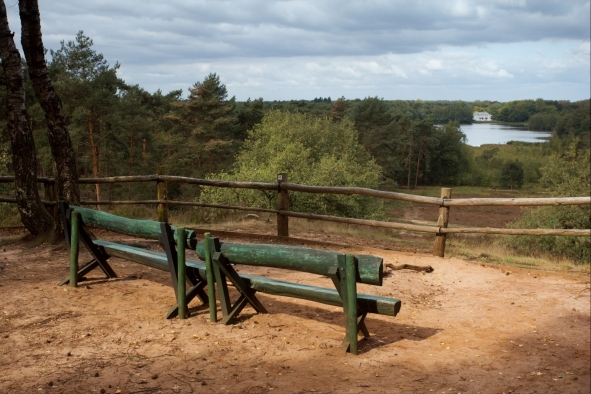
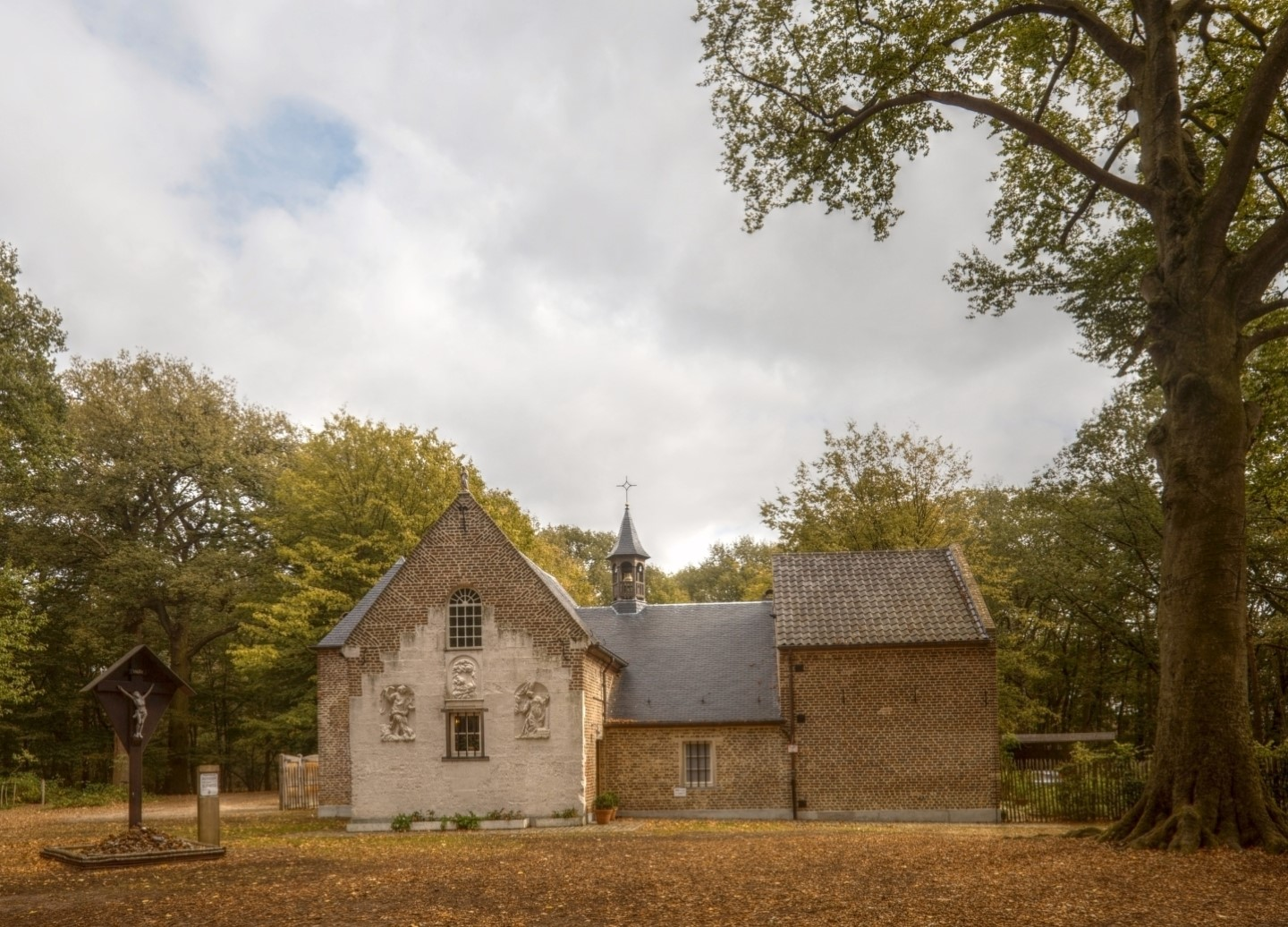
Kluis van Bolderberg